# Michalīs Mpakakīs
Michalīs Mpakakīs (Μιχάλης Μπακάκης; Agrinio, 18 marzo 1991) è un calciatore greco, difensore del Panaitōlikos.

## Palmares

### Club

#### Competizioni nazionali
- Coppa di Grecia: 1

AEK Atene: 2015-2016
- Campionato greco: 1

AEK Atene: 2017-2018